# Lidia Freimane
Lidia Freimane (născută Freiman; în letonă Lidija Freimane; n. 6 martie 1920, Dondușeni, România – d. 18 ianuarie 1992, Riga, Letonia) a fost o actriță sovietică letonă și Artist al Poporului din URSS (1970). A fost, de asemenea, decorată cu două premii Stalin de gradul III (1950, 1951).

## Biografie
S-a născut în satul Dondușeni (acum oraș și centru raional din Republica Moldova) din județul Soroca, România interbelică.
În 1921, familia ei s-a mutat la Riga, Letonia. În anii 1929-1936 a studiat la școala elementară nr. 2 din Riga, iar în 1936-1941 la școala comercială privată a lui V. Olav. După absolvire, a fost contabilă la Banca de Credit din Letonia (1941-1944). Între 1944-1945 a fost servitoare la un hotel din Oberstaufen, Bavaria, Germania.
În septembrie-octombrie 1945, s-a numărat printre personalul auxiliar al Teatrului Dramatic din Jelgava. În perioada 1945-1948 a studiat la studioul de teatru al Teatrului de Dramă de Stat din RSS Letonă și în același timp a lucrat ca dactilograf în acest teatru.
Ulterior, în 1947 a devenit actriță al aceluiași Teatrul de Dramă. A cântat în URSS și în străinătate cu un program de lecturi bazate pe lucrările lui Bertolt Brecht. A jucat, de asemenea, în filme la Studioul Riga, inclusiv în filmul „Maestrul” regizat de Jānis Streičs, împreună cu fiica ei Katrina Pasternak.
În anii 1966-1986 a fost Președinte al Societății de teatru din Letonia. A fost adjunct al Sovietului Suprem al RSS Letoniei la convocările 6-9.
A murit pe 18 ianuarie 1992 la Riga. A fost înmormântată în Cimitirul Pădurii.